# Anderida senorella
Anderida senorella är en fjärilsart som beskrevs av Émile Louis Ragonot 1887. Anderida senorella ingår i släktet Anderida och familjen mott. Inga underarter finns listade i Catalogue of Life.